# أوقست ليندغرين
خطأ لوا في mw.text.lua على السطر 25: bad argument #1 to 'match' (string expected, got nil).
أوقست ليندغرين (بالدنماركية: August Lindgren)‏ (و. 1883 – 1945 م) هو لاعب كرة قدم، ومدرب كرة قدم، من الدنمارك، ولد في كوبنهاغن، شارك في الألعاب الأولمبية الصيفية 1908، يلعب كلاعب وسط، توفي في كوبنهاغن، عن عمر يناهز 62 عاماً.

## روابط خارجية
- أوقست ليندغرين على موقع الاتحاد الدولي (مؤرشف)  (الإنجليزية)
- أوقست ليندغرين على موقع قاعدة بيانات كرة القدم.إي يو (الإنجليزية)
- أوقست ليندغرين على موقع ناشيونال فوتبول تيمز (الإنجليزية)
- أوقست ليندغرين على موقع عالم كرة القدم.نت (الإنجليزية)
- أوقست ليندغرين على موقع اللجنة الأولمبية الدولية (الإنجليزية)
- أوقست ليندغرين على موقع أوليمبيديا (الإنجليزية)